# Истинската любов
„Истинската любов“ (на испански: Amores verdaderos) е мексиканска теленовела, продуцирана от Никандро Диас Гонсалес за Телевиса през 2012-2013 г. Адаптация е на аржентинската теленовела Amor en custodia.
В главните роли са Ерика Буенфил, Едуардо Яниес, Ейса Гонсалес и Себастиан Рули, а в отрицателните роли са Марджори де Соуса, Франсиско Гаторно, Енрике Роча, Гилермо Капетийо и Лилия Арагон. Специално участие вземат актьорите Наталия Есперон, Сусана Гонсалес, Моника Санчес и Ана Мартин.

## Сюжет
Виктория Балванера е красива жена, елегантна и интелигентна, творчески директор на „Meta Imagen Internacional“, най-важната рекламна агенция в страната. По време на един атентат срещу нея, Виктория се запознава с Хосе Анхел Ариага, обикновен мъж от село, който пристига в имението на Балванера, за да търси работа като управител. Когато отива Хосе Анхел в имението, той вижда, че няколко престъпника се опитват да отвлекат Виктория. Благодарение на познанията си по айкидо, Хосе Анхел я спасява, и така между двамата се осъществява емоционална среща. Виктория му е много благодарна и го моли да ѝ бъде бодигард. Хосе Анхел, първоначално, не приема, защото това не е работа за него, но поради финансови причини се съгласява.
Виктория е омъжена за Нелсон Брис, маркетинг мениджър на рекламната агенция. Нелсон се запознава с модела Кендра Ферети и започва връзка с нея. Тя, също така, е любовница на Сантяго, шеф по сигурността при Балванера.
Ники, дъщерята на Виктория и Нелсон, е млада и разглезена девойка, капризна и непостоянна. Въпреки всичко, тя страда вътрешно, което се проявява в булимия, защото се чувства изоставена от родителите си, които работят през цялото време. Виктория е загрижена за сигурността на дъщеря си, както и за своята. Тя наема Франсиско Гусман за охрана на дъщеря си. Първоначално, Ники не го приема и прави всичко възможно за да напусне сам, или да го уволнят, но постепенно се влюбва в него.
Виктория и Хосе Анхел се борят през цялото време, за да не показват любовта си, защото и двамата са женени.
Виктория, Хосе Анхел, Ники и Гусман трябва да се изправят пред всички пречки, за да защитят Истинската любов.

## Актьори
Част от актьорския състав:
- Ерика Буенфил – Виктория Балванера Хил де Брис
- Едуардо Яниес – Хосе Анхел Ариага Купил
- Себастиан Рули – Франсиско Гусман Трехо
- Ейса Гонсалес – Никол Брис Балванера
- Марджори де Соуса – Кендра Ферети / Макария Чавес
- Енрике Роча – Анибал Балванера
- Гилермо Капетийо – Нелсон Брис
- Наталия Есперон – Адриана Балванера Хил
- Шерлин – Лилиана Ариага Корона / Лусия Селорио Балванера
- Сусана Гонсалес – Беатрис Гусман Трехо
- Франсиско Гаторно – Сантяго Рока
- Моника Санчес – Кристина Корона де Ариага
- Ана Мартин – Канделария Корона
- Лисардо – Карлос Гонсалес / Хоан Константин
- Марсело Кордоба – Висенте Селорио
- Габриела Голдсмит – Дорис Орол де Павия
- Елеасар Гомес – Роландо Павия Орол
- Хулио Камехо – Леонардо Солис
- Ракел Морел – Томасина Лагос
- Силвия Манрикес – Паула Трехо
- Сабине Мусиер – Бруна Кристо
- Тео Тапия – Антонио Дел Конде

## Премиера
Премиерата на Истинската любов е на 3 септември 2012 г. по Canal de las Estrellas. Последният 181. епизод е излъчен на 12 май 2013 г.

## Адаптации
- Amor en custodia, реализирана от Telefe през 2005 г. Продуценти са Клаудио Мейлан и Енрике Естеванес. С участието на Освалдо Лапорт, Соледад Силвейра, Себастиан Естеванес и Мелина Петриея.
- Amor en custodia е адаптация на аржентинската Amor en custodia от 2005-2006 г. С участието на Мартарита Гралия, Серхио Басаниес, Паола Нениес и Андрес Паласиос. Излъчена е по TV Azteca в сътрудничество с Telefe Internacional.
- Amor en custodia е адаптация на Amor en custodia (2009). С участието на Алехандра Бореро, Ернесто Калсадия, Ана Уилс и Иван Лопес. Излъчена по RCN Televisión.